# Wuqiao (köpinghuvudort i Kina, Jiangsu Sheng, lat 32,44, long 119,76)
Wuqiao (kinesiska: 吴桥, 吴桥镇) är en köpinghuvudort i Kina. Den ligger i provinsen Jiangsu, i den östra delen av landet, omkring 99 kilometer nordost om provinshuvudstaden Nanjing. Antalet invånare är 40 620. Befolkningen består av 21 907 kvinnor och 18 713 män. Barn under 15 år utgör 13,0 %, vuxna 15-64 år 69 %, och äldre över 65 år 16,0 %.
Runt Wuqiao är det tätbefolkat, med 913 invånare per kvadratkilometer. Närmaste större samhälle är Taizhou, 15,6 km öster om Wuqiao. Trakten runt Wuqiao består till största delen av jordbruksmark.
Genomsnittlig årsnederbörd är 1 302 millimeter. Den regnigaste månaden är juli, med i genomsnitt 255 mm nederbörd, och den torraste är januari, med 30 mm nederbörd.